# Логунов Вадим Юрійович
Вадим Юрійович Логунов (рос. Вадим Юрьевич Логунов; нар. 2 березня 1968, Липецьк, РРФСР — пом. 11 травня 2021, Липецьк, Росія) — радянський та російський футболіст, півзахисник та нападник.

## Життєпис
Вихованець липецького «Металурга», за який з 1985 по 1986 роки провів 13 матчів у другій союзній лізі. У 1987—1988 роках служив в армії, в цей період виступав за резервні команди московського ЦСКА. Після закінчення служби деякий час грав за команду Липецького державного педагогічного інституту, в якому навчався.
З 1990 по 1991 роки виступав за АПК, разом з яким став володарем Кубку РРФСР 1990 року. На початку 1992 року перебрався в українську «Таврію» (Херсон). Через півроку перейшов у нижньоновгородський «Локомотив», за який у вищій лізі дебютував 2 липня 1992 року в виїзному матчі 12-о туру проти московського «Спартака», провівши повний матч. Професіональну кар'єру завершив у 1993 році в липецкому «Металурзі».
Помер 11 травня 2021 року